# Simon Baron-Cohen
Simon Baron-Cohen FBA (Londres, 15 d'agost de 1958) és un psicòleg clínic anglès, professor de psicopatologia del desenvolupament a la Universitat de Cambridge, al Regne Unit. És director del Centre d'Investigació sobre Autisme (Autism Research Centre, ARC) de la Universitat i membre del Trinity College.
El 1985, va formular la teoria de la ceguesa mental de l'autisme, i l'evidència va ser recollida en el seu llibre de 1995. El 1997, va formular la teoria de l'esteroide del sexe fetal de l'autisme, i la prova clau es va publicar el 2015. També ha contribuït de manera important als camps de les diferències sexuals cognitives típiques, prevalença i detecció d'autisme, autisme genètic, neuroimatge autista, autisme i la capacitat tècnica i la sinestèsia.

## Vida personal i educació
Baron-Cohen va cursar un BA en Ciències Humanes al New College, Oxford, i un MPhil en Psicologia Clínica a l'Institut de Psiquiatria del King's College de Londres. Va completar un doctorat en Psicologia al University College de Londres; la seva tesi doctoral va ser en col·laboració amb la seva supervisora Uta Frith.
Es va casar amb Bridget Lindley, advocada de drets familiars, el 1987. Ella va morir el 2016.
Baron-Cohen té tres fills, el més gran dels quals és guionista i director, Sam Baron. Té un germà gran, Dan Baron Cohen, i tres germans petits, el seu germà Ash Baron-Cohen i les seves germanes Suzie i Liz. El seu cosí és l'actor i comediant Sacha Baron Cohen.
El cognom de Baron-Cohen inclou un guió, que no és el cas dels altres membres de la seva família, a causa d'un error tipogràfic en el seu primer article professional; mai va corregir l'error.

## Investigació de l'autisme
Mentre era membre de la Unitat de Desenvolupament Cognitiu (Cognitive Development Unit, CDU) a Londres, el 1985, Baron-Cohen va ser el principal autor del primer estudi, publicat amb Alan M. Leslie i Uta Frith, que va proposar una correlació entre els nens amb autisme i els retards en el desenvolupament d'una teoria de la ment, coneguda com a ToM (Theory of mind). En l'àmbit de la ciència cognitiva, la «teoria de la ment» és la capacitat d'imaginar les emocions i pensaments d'altres persones, i és una habilitat que, segons la investigació de Baron-Cohen, sol retardar-se de forma progressiva en nens amb autisme.
Baron-Cohen i els seus col·legues van descobrir el 1987 la primera evidència que les experiències de la sinestèsia segueixen sent coherents amb el pas del temps; també van trobar que la sinestèsia es podia mesurar a través de tècniques de neuroimatge. El seu equip ha investigat si la sinestèsia està relacionada amb l'autisme

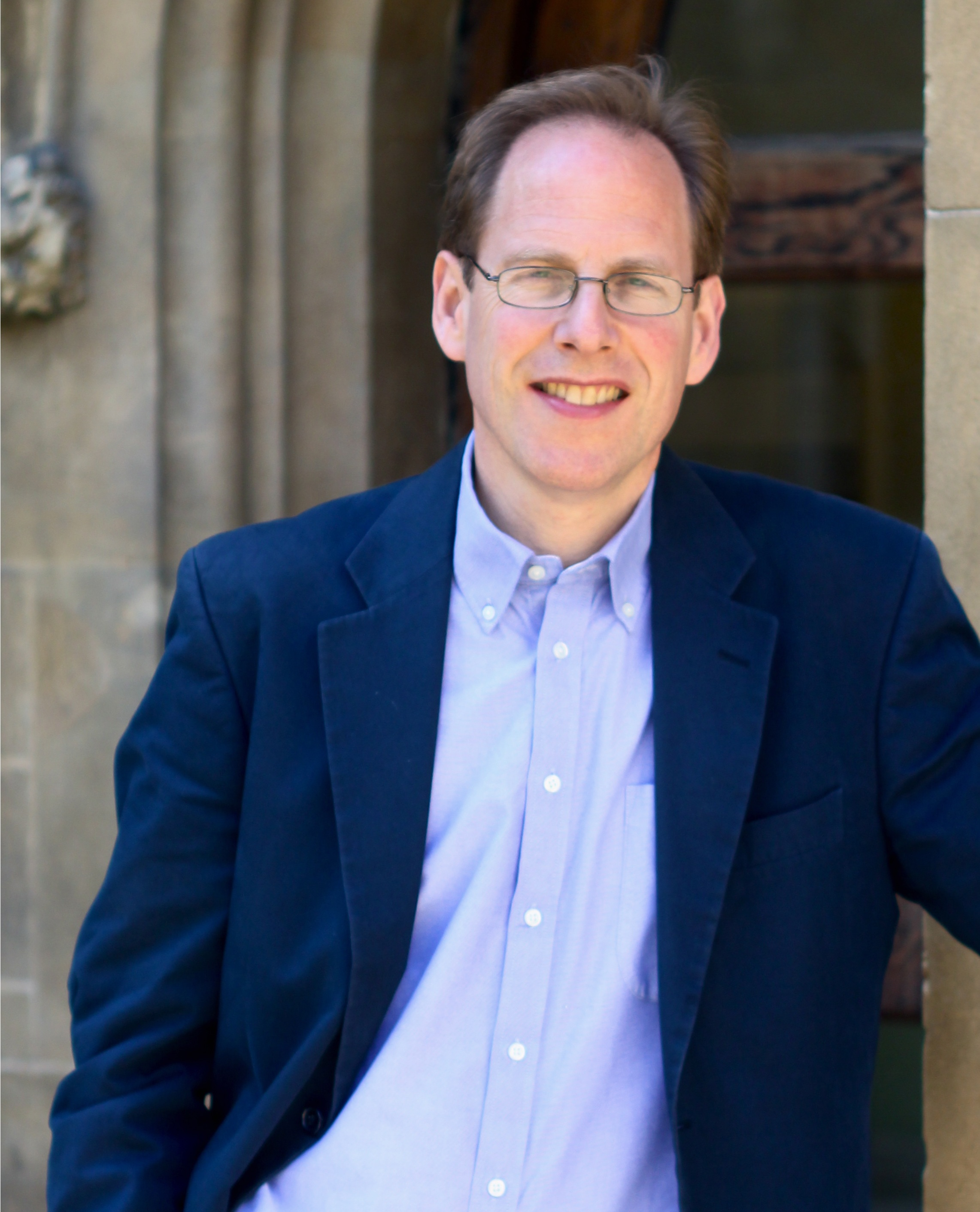
Simon Baron-Cohen, 2011

El 1997, Baron-Cohen va desenvolupar la teoria de l'empatització-sistematització. La seva teoria diu que un perfil cognitiu amb un impuls «sistemàtic» més fort que un impuls «empatitzador» està associat amb les matemàtiques, les ciències i les habilitats tecnològiques, i existeix a les famílies amb trastorns de l'espectre autista. Ell sospita que si els individus amb un enfocament «sistemàtic» es seleccionen entre ells com a parella, és més probable que tinguin fills amb autisme. També postula que molts individus amb trets autistes es casen entre ells i tenen fills. Va dir que «en essència, alguns friquis poden ser portadors de gens de l'autisme: en la vida diària, no demostren signes d'autisme greu, però quan s'uneixen i tenen fills, els seus fills poden obtenir una doble dosi de gens i trets d'autisme. D'aquesta manera, l'aparellament selectiu entre persones de mentalitat tècnica podria estendre els gens d'autisme».
Segons la revista Time, els seus punts de vista sobre els trets sistemàtics «li han valgut la ira d'alguns pares de nens autistes, que es queixen que subestima el sofriment de les seves famílies». El temps va dir que, si bé la investigació de la Universitat Washington a Saint Louis no va donar suport a la teoria d'aparellament selectiu, una enquesta que va descobrir que l'autisme era dues vegades més alt a Eindhoven (el Silicon Valley dels Països Baixos) va «donar una nova vida» a la teoria de Baron-Cohen. La teoria va rebre més suport a partir del 2016.
El treball de Baron-Cohen en la teoria de l'empatització-sistematització el va portar a investigar si els nivells més alts de testosterona fetal explicaven l'augment de la prevalença de trastorns de l'espectre autista entre els homes; la seva teoria es coneix en la teoria de l'autisme com «el cervell hipermasculí». Una revisió del seu llibre The Essential Difference publicat a Nature el 2003 resumeix la seva proposta: «el cervell masculí està programat per sistematitzar i el cervell femení per empatitzar. La síndrome d'Asperger representa el cervell hipermasculí». Els crítics diuen que perquè el seu treball s'ha centrat en individus amb funcionament superior amb trastorns de l'espectre autista, requereix una replicació independent amb mostres més àmplies. S'ha confirmat la seva predicció que la testosterona prenatal és elevada en autisme.
El 2001 va desenvolupar el «Quocient de l'espectre autista» (Autism Spectrum Quotient, ASQ), un conjunt de cinquanta preguntes que es poden utilitzar per ajudar a determinar si un adult presenta símptomes d'autisme o no. L'ASQ s'ha utilitzat posteriorment en centenars d'estudis, incloent un estudi de mig milió de persones, mostrant grans diferències entre sexes i puntuacions més altes en aquells que treballen en feines relacionades amb la ciència, tecnologia, enginyeria i matemàtiques (STEM).
Baron-Cohen va desenvolupar el programari Mindreading per a educació especial, que va ser nominat per un premi interactiu de l'Acadèmia Britànica de Cinema i Televisió (British Academy of Film and Television Arts, BAFTA) l'any 2002. El seu laboratori va desenvolupar The Transporters, una sèrie d'animació dissenyada per ensenyar als nens amb autisme a reconèixer i entendre emocions. La sèrie també va ser nominada a un premi BAFTA.

### Crítiques
Simon Baron-Cohen ha estat criticat per la «teoria de l'empatització-sistematització», que afirma que els individus són «empatizadors» o «sistematitzadors», i que els empatizadors són més propensos a ser dones i que els sistematitzadors són més propensos a ser homes. La columnista de The Guardian, Madeleine Bunting, ha resumit alguns d'aquests aspectes en l'article del 2010 La veritat sobre la diferència de sexe és que si els homes són de Mart, també ho són les dones.
Algunes investigacions sobre la sistematització i l'empatització en els primers anys de vida indiquen que els nens i les nenes es desenvolupen de manera similar, provocant un gran dubte sobre la teoria de les diferències sexuals en aquestes àrees. La Fenomenologia i les Ciències Cognitives van caracteritzar la «diferència essencial» com «molt decebedora» amb una «noció superficial d'intel·ligència», i va concloure que les principals afirmacions de Baron-Cohen sobre la ceguesa de la ment i l'empatització-sistematització són «en el millor dels casos dubtosos».
La revista Time també ha criticat la «teoria de l'aparellament selectiu» proposada per Baron-Cohen, afirmant que és en gran part especulativa i basada en proves anecdòtiques. La teoria afirma que els índexs d'autisme augmenten perquè els «sistematitzadors», individus amb trets més autistes, tenen més probabilitats de casar-se entre ells i tenen més probabilitats de tenir fills autistes a causa de canvis socials relativament recents.
Glen Elliott, un psiquiatre de la UCSF, és escèptic sobre l'afirmació de Baron-Cohen que les dades històriques mostren trets autistes. Això es deu al fet que considera que intentar diagnosticar-la sobre la base de la informació biogràfica és extremadament poc fiable i afirma que qualsevol comportament pot tenir diverses causes. Jill Escher ha criticat la visió de l'autisme de Simon-Baron Cohen com una diferència sense cap mena de debilitat, a diferència d'una discapacitat mèdica, al·legant que molts autistes manquen de les habilitats bàsiques de la vida diària i necessiten una atenció permanent.

## Organitzacions
Baron-Cohen és membre i psicòleg de la British Psychological Society (BPS), l'Acadèmia Britànica i de l'Associació de Ciències Psicològiques (APS).
És vicepresident de la National Autistic Society (Regne Unit), i va ser el president de 2012 de l'Institut Nacional per a la Salut i l'Excel·lència en l'Atenció (National Institute for Health and Care Excellence, NICE), Grup de Desenvolupament de la Guia per a adults amb autisme. Ha sigut vicepresident de la International Society for Autism Research (INSAR). És coeditor en cap de la revista Molecular Autism. És president electe d'INSAR.
És president de la Secció de Psicologia de l'Acadèmia Britànica.

## Reconeixements
Baron-Cohen va ser premiat amb la Medalla Spearman de 1990 del BPS, el McAndless Award de l'American Psychological Association, el Premi Davidson de Psicologia Clínica de maig de 1993 del BPS i el Premi dels presidents de 2006 del BPS. Va rebre la Medalla Kanner-Asperger el 2013 per la Wissenschaftliche Gesellschaft Autismus-Spektrum com a premi per a la realització de la seva vida per les seves contribucions a la recerca d'autisme.

## Selecció de publicacions

### Llibres
- Mindblindness: An Essay on Autism and Theory of Mind.  MIT Press/Bradford Books, 1995. ISBN 978-0-262-02384-9.
- The Essential Difference: Men, Women and the Extreme Male Brain.  Penguin/Basic Books, 2003. ISBN 978-0-7139-9671-5.
- Autism and Asperger Syndrome.  Oxford University Press, 2008. ISBN 978-0-19-850490-0.
- Zero Degrees of Empathy: A New Theory of Human Cruelty.  Penguin/Allen Lane, 2011. ISBN 978-0-7139-9791-0. (published in the US as The Science of Evil: On Empathy and the Origins of Human Cruelty, ISBN 978-0-465-02353-0)

- Understanding Other Minds: Perspectives From Social Cognitive Neuroscience. 3rd.  Oxford University Press, 2013. ISBN 978-0-19-852446-5.
- Teaching Children with Autism to Mindread: A Practical Guide for Teachers and Parents.  Wiley, 2008. ISBN 978-0-471-97623-3.
- Baron-Cohen, Simon. «The evolution of empathizing and systemizing: assortative mating of two strong systemizers and the cause of autism». A: The Oxford Handbook of Evolutionary Psychology.  Oxford University Press. DOI 10.1093/oxfordhb/9780198568308.001.0001. ISBN 978-0-19856-830-8.
- Prenatal Testosterone in Mind: Amniotic Fluid Studies.  MIT Press/Bradford Books, 2005. ISBN 978-0-262-26774-8.
- An Exact Mind: An Artist with Asperger Syndrome.  Jessica Kingsley, 2004. ISBN 978-1-84310-032-4.
- Understanding Other Minds: Perspectives from Developmental Cognitive Neuroscience. 2nd.  Oxford University Press, 2000. ISBN 978-0-19-852445-8.
- Synaesthesia: Classic and Contemporary Readings.  Blackwells, 1997. ISBN 978-0-631-19763-8.
- Baron-Cohen S. The Maladapted Mind: Classic Readings in Evolutionary Psychopathology.  East Sussex, UK: Psychology Press/Taylor Francis Group, 1997. ISBN 0-86377-460-1.

### Selecció de publicacions
- «Does the autistic child have a "theory of mind"?». Cognition, 21, 1, 10-1985, pàg. 37–46. DOI: 10.1016/0010-0277(85)90022-8. PMID: 2934210.
- «The autism-spectrum quotient (AQ): evidence from Asperger syndrome/high-functioning autism, males and females, scientists and mathematicians». J Autism Dev Disord, 31, 1, 2-2001, pàg. 5–17. DOI: 10.1023/A:1005653411471. PMID: 11439754.
- «The "Reading the Mind in the Eyes" Test revised version: a study with normal adults, and adults with Asperger syndrome or high-functioning autism». J Child Psychol Psychiatry, 42, 2, 2-2001, pàg. 241–51. DOI: 10.1111/1469-7610.00715. PMID: 11280420.